# Clásica San Sebastián 1995
De 15de editie van de wielerwedstrijd Clásica San Sebastián werd gehouden op 12 augustus 1995 in en rondom de Baskische stad San Sebastian, Spanje. De editie van 1995 ging over een afstand van 230 kilometer en was de achtste wedstrijd in de strijd om de Wereldbeker wielrennen. Titelverdediger in deze Noord-Spaanse wielerklassieker was de Fransman Armand de Las Cuevas. Aan de start stonden 192 renners, van wie er 161 de finish bereikten.

## Uitslag
| Clásica San Sebastián 1995 (230 kilometer) |                     |                         |          |
| Plaats                                     | Naam                | Ploeg                   | Tijd     |
| Winnaar                                    | Lance Armstrong     | Motorola                | 5u31'17" |
| 2                                          | Stefano Della Santa | Mapei-GB                | + 2"     |
| 3                                          | Johan Museeuw       | Mapei-GB                | + 27"    |
| 4                                          | Laurent Jalabert    | ONCE                    | z.t.     |
| 5                                          | Gianni Bugno        | MG-Maglificio-Technogym | z.t.     |
| 6                                          | Leonardo Piepoli    | Refin-Cantina Tollo     | + 30"    |
| 7                                          | Maximilian Sciandri | MG-Maglificio-Technogym | + 1' 50" |
| 8                                          | Frank Vandenbroucke | Mapei-GB                | z.t.     |
| 9                                          | Miguel Indurain     | Banesto-Pinarello       | z.t.     |
| 10                                         | Bruno Cenghialta    | Gewiss-Ballan           | z.t.     |
|                                            |                     |                         |          |
| 43                                         | Erik Dekker         | Novell-Decca-Colnago    | + 2' 47" |

1981 · 1982 · 1983 · 1984 · 1985 · 1986 · 1987 · 1988 · 1989 · 1990 · 1991 · 1992 · 1993 · 1994 · 1995 · 1996 · 1997 · 1998 · 1999 · 2000 · 2001 · 2002 · 2003 · 2004 · 2005 · 2006 · 2007 · 2008 · 2009 · 2010 · 2011 · 2012 · 2013 · 2014 · 2015 · 2016 · 2017 · 2018 · 2019 · 2020 · 2021 · 2022 · 2023 · 2024